# Pogonia ophioglossoides
Pogonia ophioglossoides är en orkidéart som först beskrevs av Carl von Linné, och fick sitt nu gällande namn av Ker Gawl. Pogonia ophioglossoides ingår i släktet Pogonia och familjen orkidéer. Inga underarter finns listade i Catalogue of Life.

## Bildgalleri

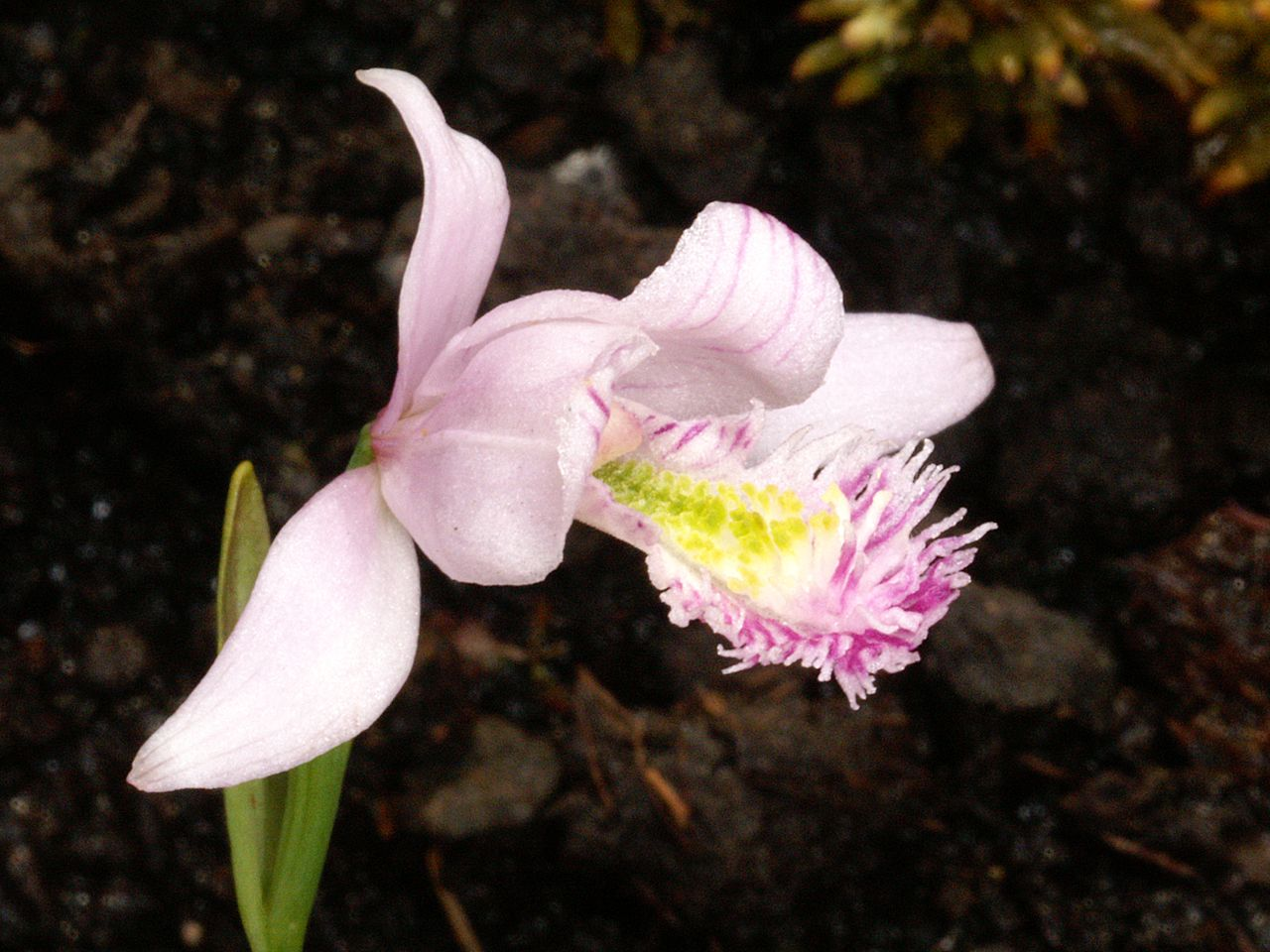
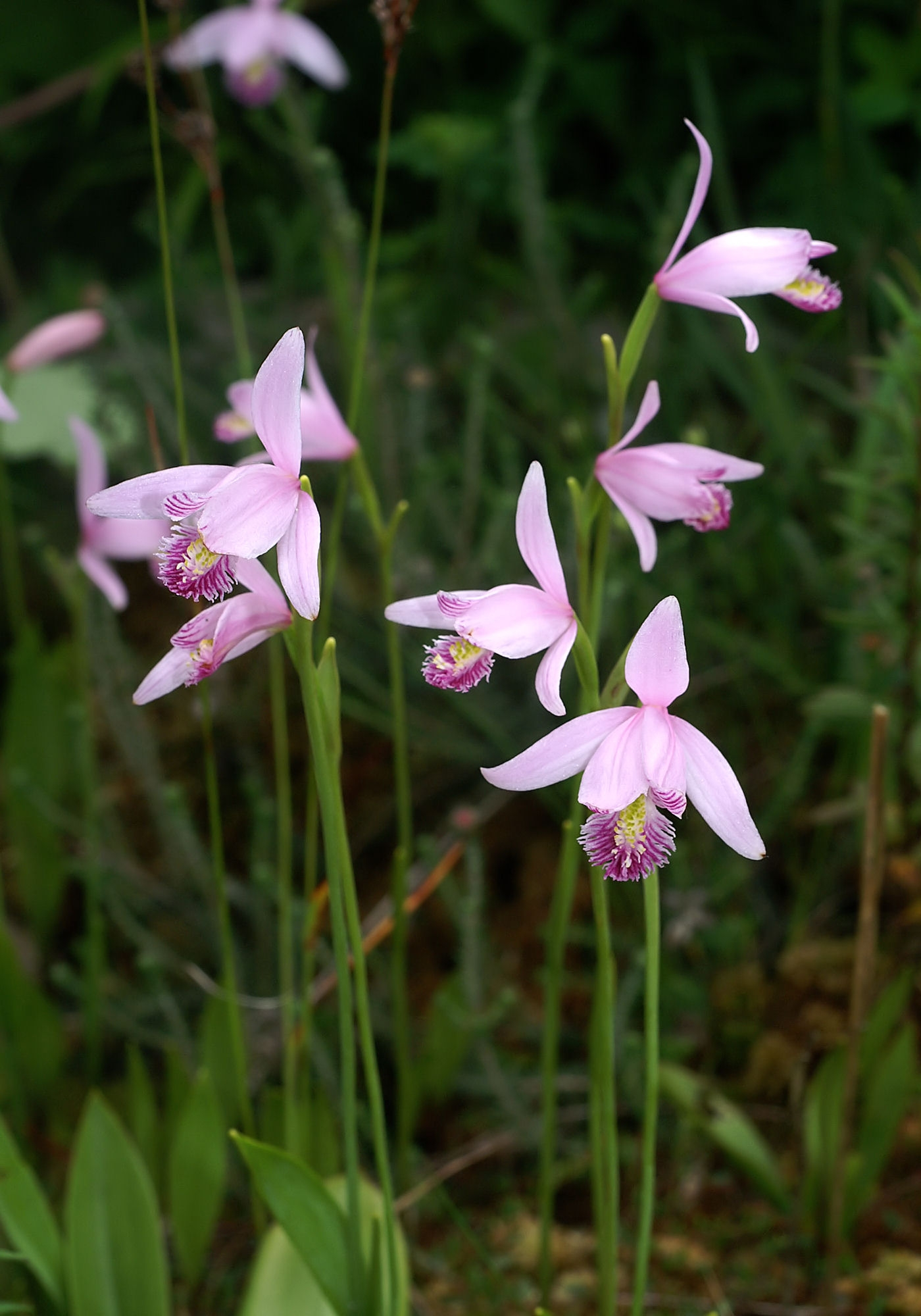
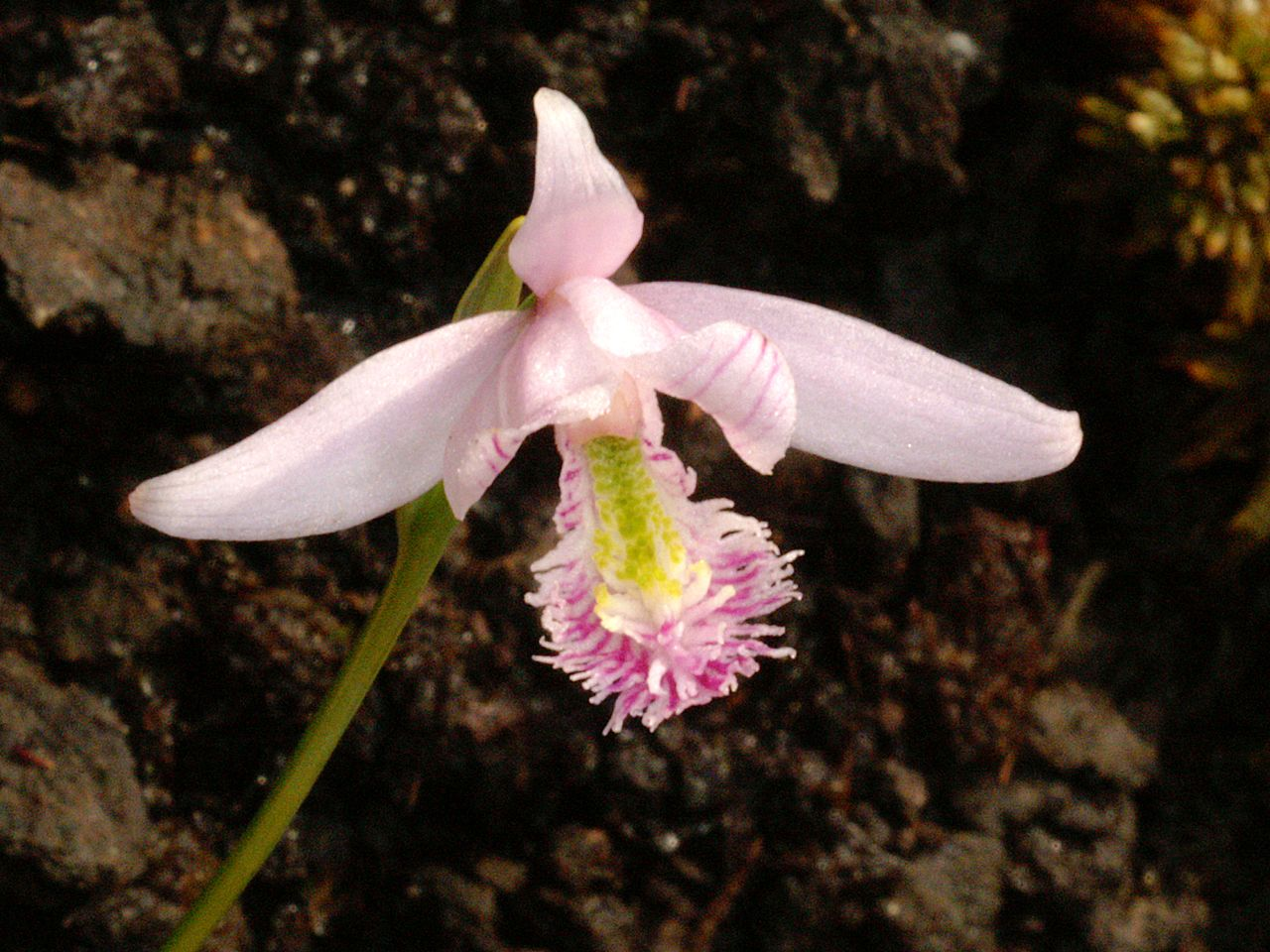
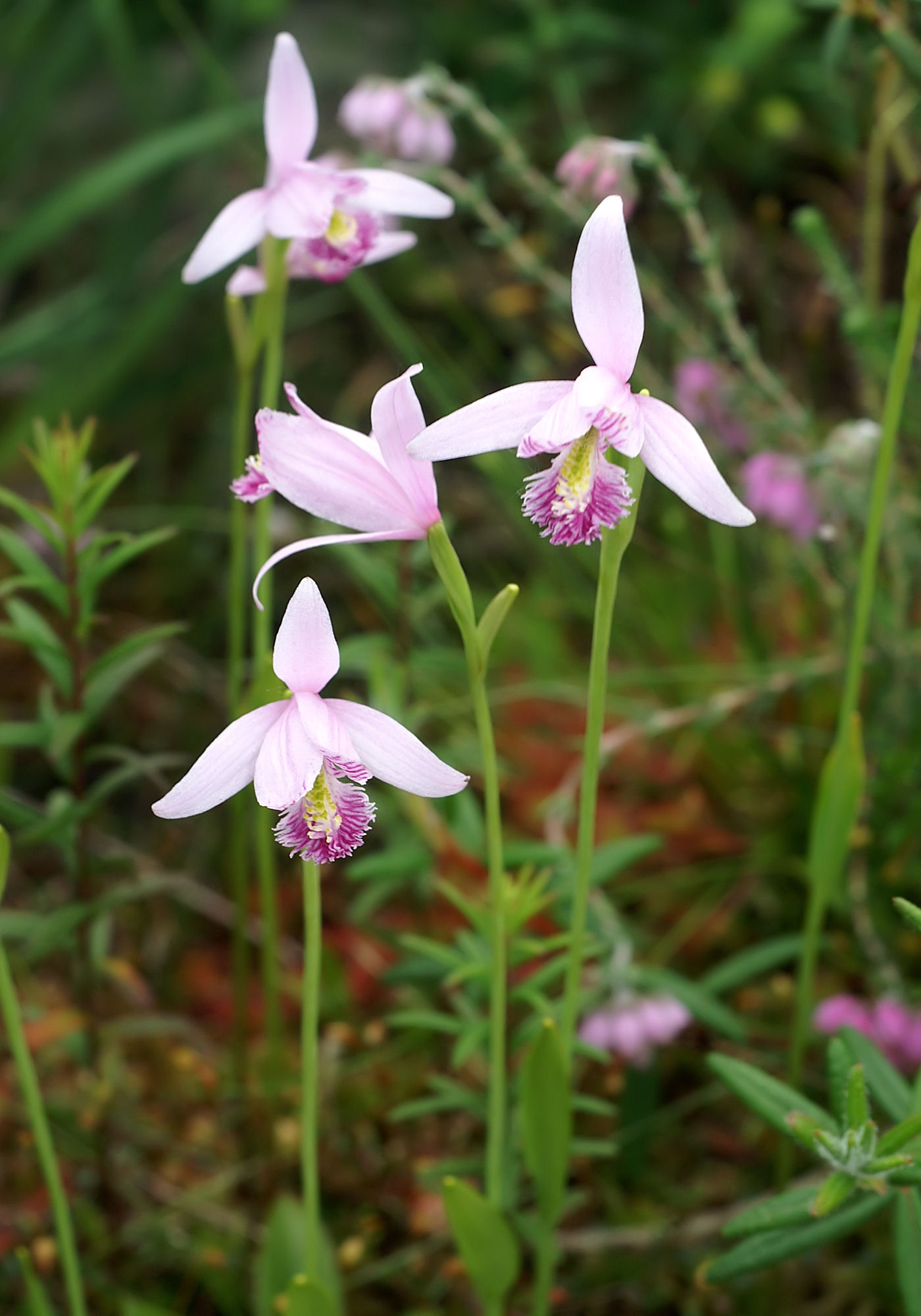
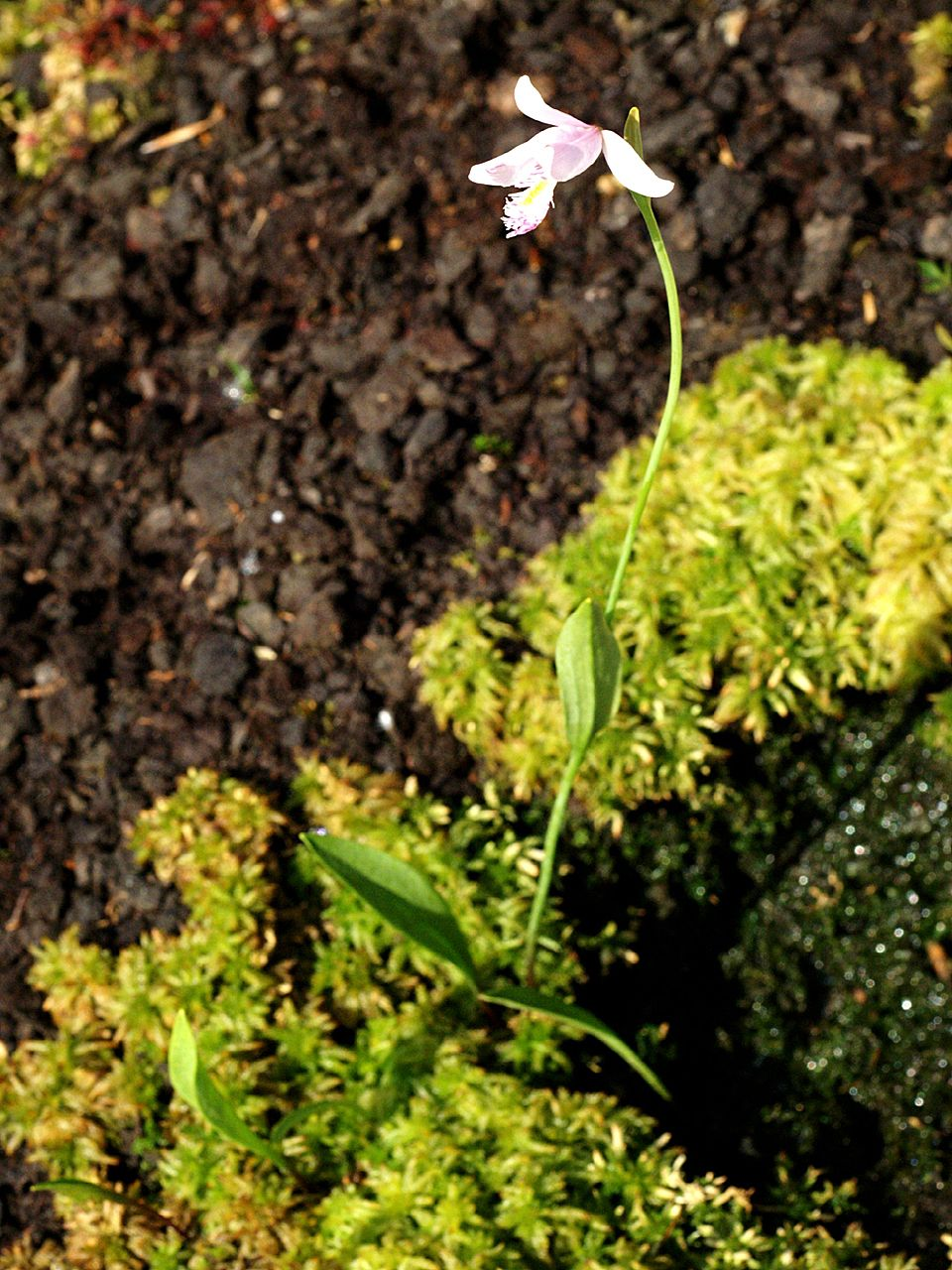
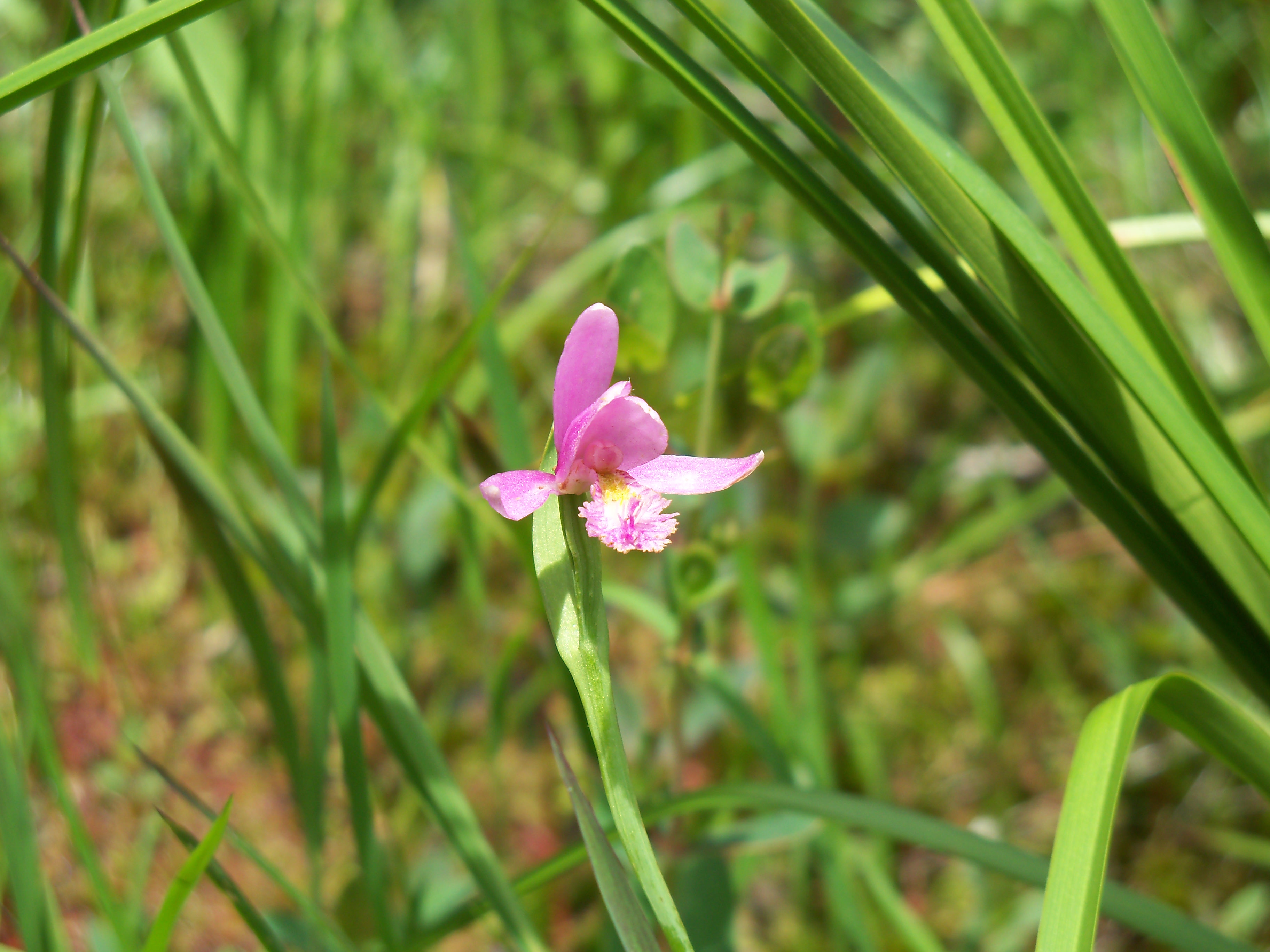